# Salvia namaensis
Salvia namaensis là một loài thực vật có hoa trong họ Hoa môi. Loài này được Schinz miêu tả khoa học đầu tiên năm 1890.